# Lockheed Corporation

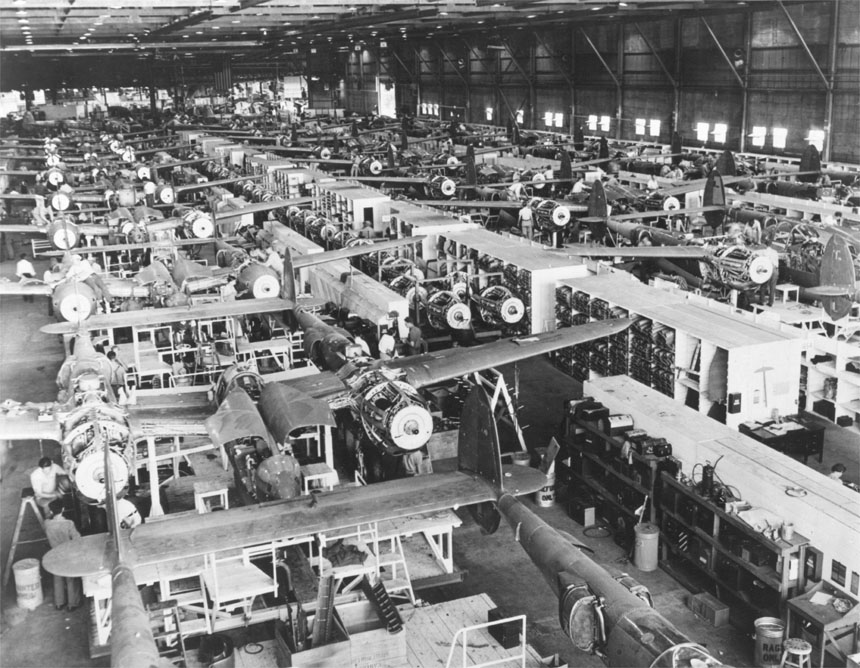
Wytwórnia Lockheeda, hala produkcji myśliwca P-38 Lightning

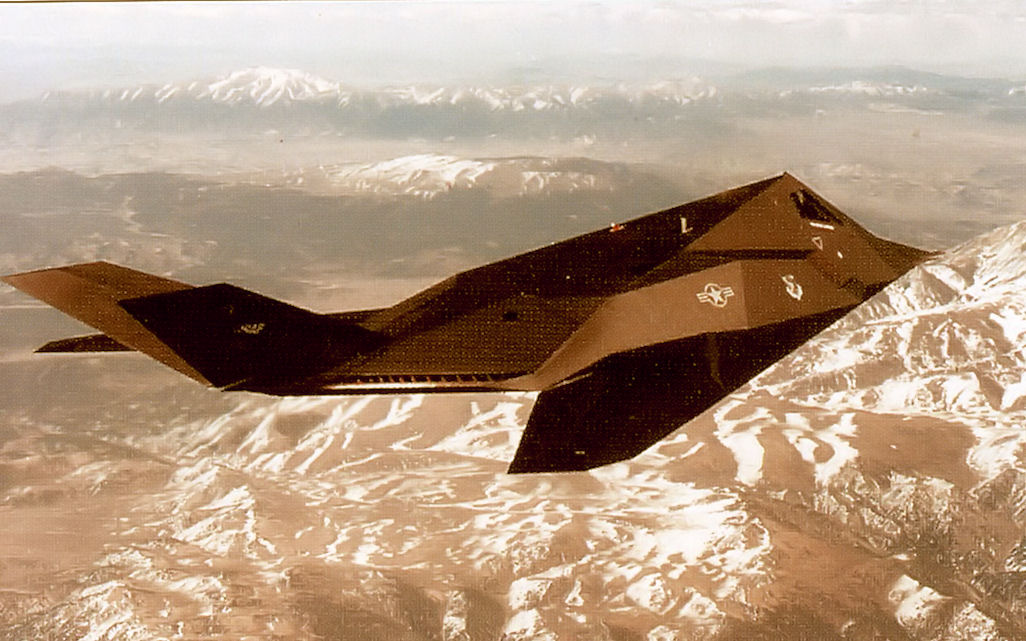
Bombowiec F-117 Nighthawk

Lockheed – byłe amerykańskie przedsiębiorstwo zbrojeniowe specjalizujące się w produkcji statków powietrznych, założone w 1926 r., w 1995 w wyniku fuzji z Martin Marietta przekształcone w Lockheed Martin.
Niektóre znane konstrukcje firmy Lockheed:
- Lockheed Vega samolot pasażerski
- Lockheed L-10 Electra samolot pasażerski
- Lockheed L-14 – samolot pasażerski
- Lockheed L-188 Electra samolot pasażerski
- Lockheed Hudson morski samolot patrolowy/bombowiec
- Lockheed P-38 Lightning myśliwiec
- Lockheed F-80 Shooting Star myśliwiec
- Lockheed Constellation samolot pasażerski
- Lockheed F-94 Starfire myśliwiec
- Lockheed S-3 Viking morski samolot patrolowy
- Lockheed P-2 Neptune morski samolot patrolowy
- Lockheed U-2 samolot zwiadowczy
- Lockheed F-104 Starfighter myśliwiec
- Lockheed SR-71 Blackbird samolot zwiadowczy
- Lockheed P-3 Orion morski samolot patrolowy
- Lockheed C-130 Hercules (Lockheed AC-130 wariant bojowy) średni wojskowy samolot transportowy
- Lockheed C-141 Starlifter wojskowy samolot transportowy
- Lockheed C-5 Galaxy ciężki wojskowy samolot transportowy
- Lockheed L-1011 TriStar samolot pasażerski
- Lockheed F-117 Nighthawk bombowiec taktyczny o obniżonej wykrywalności
- Lockheed F-22 Raptor myśliwiec
- Lockheed Martin F-35 Lightning II myśliwiec